# 高垣彩陽
高垣 彩陽（たかがき あやひ、1985年10月25日 - ）は、日本の声優、歌手、舞台女優。東京都出身。ミュージックレイン所属。
代表作に『ジュエルペット マジカルチェンジ』（ラリマー）、『戦姫絶唱シンフォギア』シリーズ（雪音クリス）、『デュラララ!!×2』（狩沢絵理華）、『ソードアート・オンライン』シリーズ（リズベット）、『うしおととら』（杜綱純）、『マイリトルポニー』などがある。

## 経歴
武蔵野音楽大学在籍中の2005年から2006年にかけて開催された「ミュージックレイン スーパー声優オーディション」に応募・合格し、合格後1か月もたたない2006年2月22日に『桜蘭高校ホスト部』第1話にて上賀茂椿役で声優デビュー。同作品が初のレギュラー作品となる。大学では声楽を専攻していた。
2007年1月クール作品のテレビアニメ『Venus Versus Virus』で初主演。
2007年2月22日にはキャラソンレコーディングデビューを果たす。
2009年2月15日に開催された「ミュージックレインgirls 春のチョコまつり」において、同じ事務所に所属している寿美菜子・戸松遥・豊崎愛生とともに、声優ユニット「スフィア」の結成を発表。以降、ユニットとしての音楽活動も行っている。
2010年7月21日にシングル「君がいる場所」が発売されソロデビュー。2011年11月23日に自身初の洋楽カバーミニアルバム『melodia』を発売。12月18日・28日には自身初のコンサートツアー『Memoria×Melodia』が東京・大阪の2ヶ所で開催された。2013年4月17日には自身初のオリジナルフルアルバム『relation』を発売。
2015年10月1日より、高垣彩陽のLINE公式アカウントがスタートした。
2019年8月23日、舞台出演時にスタッフだった男性と結婚したことを発表。
2022年10月21日、第1子の出産を自らのブログで報告した。

## 人物
小さい頃から両親と一緒にディズニーやジブリ等のアニメを観る機会が多かった。声優を目指したのは、幼い頃に「セーラームーンになりたかった」という想いを抱いたことや、小学生の頃に『スレイヤーズ』のリナ＝インバースが長い呪文を詠唱しているのを見て「この人達（＝声優）なら魔法使いにもなれる」と思ったことによる。このため、小学生の時に将来の夢は声優とまで書いていたが、次第に興味がミュージカルなどに移っていた。その後、大学在学中に『機動戦士ガンダムSEED』を観て気持ちが再燃するも、夢への一歩が踏み出せずにいたが、悩んだ末、友人からの言葉もあって心を決め、有効期限ギリギリでオーディション応募に至っている。
高校を卒業したら養成所に通って芝居の勉強をしたいと思っていたが、当時の高校の先生と母に勧められ大学進学を決めるきっかけになった。また、声楽を専攻した理由として、歌える声優になりたいという思いがあったことを語っている。
涙脆く、イベントやラジオ、出演した作品の打ち上げで涙している姿が数多くの共演者から報告されている。
自らも役を演じるのではなく、生きたいという発言をしている。
歌唱力は高く、アニメ『そらのおとしもの』では多数のキャラクターソングを歌唱している。
『true tears』に出演して以来、舞台となった富山県や南砺市の城端地区への強い愛着を持つようになり、ラジオやイベントなどで、度々富山県や城端への想いを語っていた。その後、true tearsのファンイベントが、実際にアニメにも登場した「南砺市城端伝統芸能会館『じょうはな座』」で行われた際、南砺市市長より、名塚佳織・井口裕香ら出演者、スタッフとともに南砺市観光大使に任命された。現在も都内にある富山県のアンテナショップに度々出没していることをブログで告白したり、自身初の写真集のイベントを都内のほか『じょうはな座』でも開催するなど、富山への愛着は依然として続いている。
料理は苦手。スフィアがお好み焼きチェーン店の道とん堀とのコラボを展開した際に彼女の名を冠したメニューは、「伝説のあやひー ホットケーキ焼き」であった。なお、結婚相手は料理上手であるとしており、また戸松によれば本人の料理の腕も先述のエピソード以降、上達しているという。
趣味は絵を描くこと、ミュージカル観賞、ひとり旅、シュノーケリング。特技は声楽、オペラ歌唱、ダジャレ、日本舞踊。
弟はピン芸人・構成作家の高垣雄海、妹は作詞家の裕野。

## 出演
太字はメインキャラクター。

### テレビアニメ
2006年
- 桜蘭高校ホスト部（上賀茂椿、女子大生、紅緒のファン）

2007年
- Venus Versus Virus（名橋ルチア）
- がくえんゆーとぴあ まなびストレート!（スイーツ生徒、上級生、生徒）
- 機動戦士ガンダム00（2007年 - 2009年、フェルト・グレイス） - 2シリーズ
- キャラウッドプロジェクト
  - なぞなぞう（クマ次郎）
  - やっこはん姉妹（もめんやっこ）

- ケンコー全裸系水泳部 ウミショー（小山田麻美、南条可憐奈、女子生徒）
- ご愁傷さま二ノ宮くん（峻護〈子供〉、少年）
- 地獄少女 二籠（北崎）
- D.C.II 〜ダ・カーポII〜（2007年 - 2008年、朝倉音姫） - 2シリーズ
- 地球へ…（アルテラ）
- デルトラクエスト（ジャスミン、女性）
- BACCANO! -バッカーノ!-（シルヴィ・リュミエール）

2008年
- AYAKASHI（夏原）
- アリソンとリリア（メグ）
- イタズラなKiss（堀内麻里）
- 今日の5の2（河合ツバサ）
- 地獄少女 三鼎（森山ジュン）
- スキップ・ビート!（ミヤ）
- S・A〜スペシャル・エー〜（山本芽、ユキぽん、滝島家メイドC 他）
- スレイヤーズREVOLUTION（女の子）
- true tears（石動乃絵）
- ネットゴーストPIPOPA（雪谷花梨、坂本あずさ、セイレーンの唄）
- のらみみ2（ブンブン）
- バトルスピリッツ 少年突破バシン（2008年 - 2009年、スイレン / マイサンシャイン）
- ポケットモンスター ダイヤモンド&パール（チナツ）
- まかでみ・WAっしょい!（パルティア）
- Mission-E（女生徒）
- もっけ（合田）
- 夜桜四重奏 〜ヨザクラカルテット〜（2008年 - 2013年、館林水奈） - 2シリーズ
- レンタルマギカ（男子生徒、女生徒）
- 我が家のお稲荷さま。（橋本春太）

2009年
- イナズマイレブン（2009年 - 2011年、財前塔子、九里風子 / クリプト、万博美、倉掛クララ / クララ、メフィスト、ラガルート〈弟〉）
- CANAAN（ネネ）
- 鋼殻のレギオス（ニーナ・アントーク）
- こばと。（はるか）
- ささめきこと（村雨純夏）
- 懺・さよなら絶望先生（大浦可奈子） - 第9話のイラストも担当
- 生徒会の一存（女子生徒）
- そらのおとしもの（2009年 - 2010年、五月田根美香子） - 2シリーズ
- 宙のまにまに（蒔田美妃、三波さゆり）
- 続 夏目友人帳（翠）
- ファイト一発!充電ちゃん!!（アレスタ・ブランケット）
- Phantom 〜Requiem for the Phantom〜（アイン / 江漣）
- マリア様がみてる 4thシーズン（美幸）
- 夢色パティシエール（2009年 - 2010年、レイコ先生、サラ） - 2シリーズ

2010年
- あそびにいくヨ!（ナレーション、いちか）
- ケシカスくん（ボウズ、シャー芯子）
- 世紀末オカルト学院（黒木亜美）
- 聖痕のクェイサー（水瀬文奈 / マグネシウム）
- デュラララ!!（2010年 - 2016年、狩沢絵理華） - 4シリーズ
- 伝説の勇者の伝説（フェリス・エリス）
- はなまる幼稚園（柊）
- バトルスピリッツ ブレイヴ（サルマ）
- みつどもえ（2010年 - 2011年、丸井みつば） - 2シリーズ
- ロビンくんと100人のお友達（2010年 - 2012年、ロビン） - 2シリーズ

2011年
- 青の祓魔師（2011年 - 2024年、クロ） - 4シリーズ
- イナズマイレブンGO（2011年 - 2014年、倉間典人、青山俊介、天野快司、真帆路〈小学生〉、マント、お勝、工党千児、ギガム、チェル、水川みのり、ピョン・ミンソ、ララヤ・オビエス、サラマ・サラサ、エトゥナ・ホルク、セレン・メルヴィル、デスピナ・ラクス） - 3シリーズ
- UN-GO（谷村素子）
- うたの☆プリンスさまっ♪ マジLOVE1000%（レンゲ）
- 神様ドォルズ（杣木靄子）
- 機動戦士ガンダムAGE（デシル・ガレット〈第1部〉）
- SKET DANCE（南場京子）
- そふてにっ（西岡紫希）
- ちはやふる（2011年 - 2020年、真島太一〈小学生〉、山城理音、猪熊迅） - 3シリーズ
- NO.6（アン）
- 猫神やおよろず（枕木夕楽々、蔵菊理姫神）
- ブレイド（ダナス）
- べるぜバブ（2011年 - 2012年、大森寧々、邦枝光太、東条〈子供〉、美沙子先生）
- 魔乳秘剣帖（魔乳胸華）

2012年
- 戦姫絶唱シンフォギア（2012年 - 2019年、鎧の少女 / 雪音クリス） - 5シリーズ / クリスのキーホルダー原案も担当
- うぽって!!（ななよん〈AK74〉）
- カードファイト!! ヴァンガード シリーズ（2012年 - 2020年、立凪タクト、生徒B） - 4シリーズ
- ソードアート・オンライン（2012年 - 2020年、リズベット / 篠崎里香） - 5シリーズ + 特別編
- たまごっち!（ロクロクロっち）
- TARI TARI（坂井和奏）
- 男子高校生の日常（タダクニ妹、ほくろ毛の女子高生）
- 夏色キセキ（水越紗季）
- 夏雪ランデブー（クイズリポーター）
- Fate/Zero（シャーレイ）

2013年
- アラタカンガタリ〜革神語〜（コトハ）
- ガイストクラッシャー（2013年 - 2014年、蛍ルミネラ）
- 神のみぞ知るセカイ 女神篇（五位堂結 / マルス）
- 銀の匙 Silver Spoon（2013年 - 2014年、稲田多摩子） - 2シリーズ
- 恋旅〜True Tours Nanto（新藤葵）
- 世界でいちばん強くなりたい!（ユンボ山本）
- のんのんびより（2013年 - 2021年、石川ほのか） - 2シリーズ
- 八犬伝―東方八犬異聞―（浜路） - 2シリーズ
- フォトカノ（内田有子〈アリス〉、前田一也〈子供時代〉）
- マギ The kingdom of magic（ミュロン・アレキウス）
- 勇者になれなかった俺はしぶしぶ就職を決意しました。（高垣彩陽）
- ログ・ホライズン（2013年 - 2021年、ヘンリエッタ） - 3シリーズ

2014年
- 暁のヨナ（ハク〈幼少〉）
- ガールフレンド（仮）（春宮つぐみ）
- ガンダム Gのレコンギスタ（マニィ・アンバサダ、ノベル）
- 黒執事 Book of Circus（ドール）
- 東京喰種トーキョーグール（2014年 - 2018年、イトリ、絢都〈子供時代〉） - 3シリーズ
- ブレイドアンドソウル（ダン・ロアナ）

2015年
- VAMPIRE HOLMES（キラ、クリスティーナ）
- うしおととら（2015年 - 2016年、杜綱純） - 2シリーズ
- しまじろうのわお!（チキ）
- ジュエルペット マジカルチェンジ（ラリマー）
- ジョジョの奇妙な冒険 スターダストクルセイダース（マライア）
- 電波教師（ティム・バーナーズ・リン）
- DOG DAYS''（ファリーヌ）
- プラスティック・メモリーズ（サラ）
- まじっく快斗1412（古畑恵）
- レーカン!（井上勇希）
- レディ ジュエルペット（ラリマー）

2016年
- アイドルメモリーズ（安川みなみ）
- GATE 自衛隊 彼の地にて、斯く戦えり（アルペジオ・エル・レレーナ）
- 装神少女まとい（雨音弥生）
- タイムトラベル少女〜マリ・ワカと8人の科学者たち〜（黒木さつき）
- 猫も、オンダケ（恩田夏子、恩田幸子）
- NORN9 ノルン+ノネット（久我深琴）
- ハルチカ〜ハルタとチカは青春する〜（山辺真琴）
- 不機嫌なモノノケ庵（2016年 - 2019年、藤原禅子） - 2シリーズ
- ベイブレードバースト（2016年 - 2018年、黒神ダイナ） - 2シリーズ

2017年
- 覆面系ノイズ（珠久里深桜）
- デュエル・マスターズ（ボウズ）
- プリプリちぃちゃん!!（お姫様）
- つうかあ（井関ひとみ）
- 宝石の国（ジェード）
- ドリフェス!R（黒石勇人〈少年時代〉）
- 牙狼〈GARO〉-VANISHING LINE-（2017年 - 2018年、メイファン）

2018年
- 七つの大罪 シリーズ（2018年 - 2021年、デリエリ） - 3シリーズ
- サンリオ男子（莉音）
- ポチっと発明 ピカちんキット（2018年 - 2020年、アイ、郵便局員、パチ）
- BEATLESS（アストライア） - 2シリーズ
- オーバーロードIII（イミーナ）
- 蒼天の拳 REGENESIS（シメオン・ナギット〈幼少期〉）
- ゾイドワイルド（ナッツ）

2019年
- 魔法少女特殊戦あすか（アビゲイル）
- 賭ケグルイ××（和楽喰淑光〈名足カワル〉）
- スター☆トゥインクルプリキュア（2019年 - 2020年、天宮かえで）
- 彼方のアストラ（ルーシー・ラム）

2020年
- おちゃめなシモン（ママドゥ、パトリシア、マリオン、マリー・アン、フェルディナンのママ）
- ソマリと森の神様（プラリネ）
- のりものまん モービルランドのカークン（2020年 - 2022年、カークン）
- メジャーセカンド（関鳥星蘭）
- ポータウンのなかまたち（ララポ）
- ポケットモンスター（2020年 - 2022年、トキオ）
- 池袋ウエストゲートパーク（松田晴美）
- ぐらぶるっ!（ネモネ）

2021年
- IDOLY PRIDE（井川葵）
- トロピカル〜ジュ!プリキュア（2021年 - 2022年、エルダ）
- MARS RED（中島岬）

2022年
- ヒーラー・ガール（烏丸理彩）
- クレヨンしんちゃん（デカいシロ）
- RPG不動産（ポーラ）
- 夜は猫といっしょ（キュルガ）
- ふしぎ駄菓子屋 銭天堂（魔女、杉田真央子）
- アキバ冥途戦争（店長）
- アークナイツ（2022年 - 2025年、フロストノヴァ） - 3シリーズ
- ポプテピピック TVアニメーション作品第二シリーズ（モッチー、スズメ師匠、椎茸〈第11話Aパート〉）

2023年
- うる星やつら (2022)（2023年 - 2024年、藤波竜之介）- 2シリーズ
- ぐんまちゃん（マリア・ナナス）
- 青のオーケストラ（佐伯の母）

2024年
- 戦国妖狐（山の神） - 2シリーズ
- 七つの大罪 黙示録の四騎士（ティティス）
- 精霊幻想記2（アリア＝ガヴァネス）
- ひみつのアイプリ（茜）
- 鴨乃橋ロンの禁断推理（にょにょん）
- 名探偵コナン（桜町加奈子 / 蟹江田めぐみ）

2025年
- 不遇職【鑑定士】が実は最強だった（ジョリーン）
- UniteUp! -Uni:Birth-（潤〈小学生〉）
- 魔神創造伝ワタル（継音ユキ）
- 地獄先生ぬ〜べ〜（白戸秀一）
- 宇宙人ムームー（天空橋少年）
- ガチアクタ（クトーニ）

### 劇場アニメ
2010年
- 劇場版 機動戦士ガンダム00 -A wakening of the Trailblazer-（フェルト・グレイス）
- ジュノー（優子）

2011年
- 劇場版イナズマイレブンGO 究極の絆 グリフォン（青山俊介、倉間典人）
- そらのおとしものシリーズ（2011年 - 2014年、五月田根美香子） - 2作品
- 劇場版ポケットモンスター ベストウイッシュ ビクティニと黒き英雄 ゼクロム・白き英雄 レシラム（モグリュー）

2012年
- 青の祓魔師 ―劇場版―（クロ）

2014年
- 劇場版 カードファイト!! ヴァンガード ネオンメサイア（立凪タクト）
- スポチャン対決! 〜妖怪大決戦〜（剣崎仁）

2015年
- 劇場版 しまじろうのわお! しまじろうとおおきなき（チキ）
- 劇場版 ソードアート・オンライン -オーディナル・スケール-（リズベット / 篠崎里香）

2019年
- Gのレコンギスタ（2019年 - 2022年、マニィ・アンバサダ、ノベル） - 5作品

2022年
- クレヨンしんちゃん もののけニンジャ珍風伝（屁祖隠珍蔵）

### OVA
2000年代
- こどものじかん（2007年、青木千夏）
- OAD 今日の5の2 放課後（2009年、河合ツバサ）
- 剣と魔法と学園モノ。2（2009年、ユーノ）
- そらのおとしもの（2009年、五月田根美香子）
- べるぜバブ 〜拾った赤ちゃんは大魔王!?〜（2009年、大森寧々、邦枝光太） - ジャンプスーパーアニメツアー上映作品

2010年代
- エア・ギア 黒の羽と眠りの森 -Break on the sky-（2010年、二条このみ）
- あそびにいくヨ!おーぶいえーであそびきにました!!OVAすぺしゃる（2011年、ナレーション、いちか）
- いつか天魔の黒ウサギ 9巻DVD付限定版 世界創生の冬休み（2011年、フェリス・エリス）
- 合体ロボット アトランジャー（2011年、早乙女ユイ、本城舞子）
- ギルティクラウン ロストクリスマス（2012年、パスト）
- 猫神やおよろず（2012年、枕木夕楽々）
- 参乗合体 トランスフォーマーGo!（2013年、風魔兎飛雄）
- テラフォーマーズ「バグズ2号編」（2014年、チョウ・ミンミン）
- DOG DAYS"（2015年、ファリーヌ）
- 銀魂° 愛染香篇（2016年、螢） - コミックス第65巻・第66巻DVD同梱版
- 宇宙戦艦ヤマト2202 愛の戦士たち（2018年、藤堂早紀）

### Webアニメ
- ペンギン娘はぁと（2008年、生徒）
- ロビンくんと100人のお友達（2011年、ロビン）
- となりの柏木さん（2013年、柏木琴子）
- モンスターストライク（2017年 - 2019年、メイメイ / 媽祖、ティファレト）
- みにヴぁん ら〜じ（2021年、立凪タクト）
- 夜は猫といっしょ（2022年 - 2023年、キュルガ[118][119]） - 2シリーズ[一覧 27]
- MAKE MY DAY（2023年、マーニー[120]）
- T・Pぼん（2024年、ピラク）
- リーゼロッテのわくわくまじかる商会（2024年、アリア＝ガヴァネス）

### ゲーム
時期不明
- AIKA ONLINE（クルセイダー）
- トリックスター（ソング）
- 武装神姫BATTLE RONDO（ヴァイオリン型MMS紗羅檀）
- 桃色大戦ぱいろん（ナンジュ・ヴァハームル・エフィド、秋川みすみ）

2007年
- 忌火起草（亜美、奇）

2008年
- 機動戦士ガンダム00 ガンダムマイスターズ（フェルト・グレイス）
- 小鳩ヶ丘高校女子ぐろ〜部（木下ねがい）
- D.C.II P.S. 〜ダ・カーポII〜 プラスシチュエーション（朝倉音姫）
- 牧場物語 ようこそ!風のバザールへ（フレイヤ、サニア）

2009年
- イナズマイレブン2 脅威の侵略者（財前塔子）
- SDガンダム GGENERATION（2009年 - 2019年、フェルト・グレイス、デシル・ガレット、マイキャラクターボイス女性〈OVER WORLD・GENESIS〉） - 5作品
- サイキン恋シテル?（桜乃ミハル）
- セキレイ 〜未来からのおくりもの〜（夜半）
- ダン←ダム（フィア）
- バトルスピリッツ 輝石の覇者（スイレン / マイサンシャイン）

2010年
- イナズマイレブン3 世界への挑戦!!（財前塔子）
- 機動戦士ガンダム エクストリームバーサス（2010年 - 2016年、フェルト・グレイス、デシル・ガレット） - 4作品
- ゲームブックDS アクエリアンエイジ Perpetual Period（姫咲ここな）
- ケシカスくん バトルカスティバル（ボウズ）
- 剣と魔法と学園モノ。2G（ユーノ）
- 剣と魔法と学園モノ。3（チューリップ）※PS3版のみ
- クロスブレイブ（剣闘士〈女〉）
- そらのおとしもの ドキドキサマーバケーション（五月田根美香子）
- D.C.I&II P.S.P. 〜ダ・カーポI&II〜 プラスシチュエーション ポータブル（朝倉音姫）
- デュラララ!! 3way standoff（狩沢絵理華）
- ファイト一発! 充電ちゃん!! CC（アレスタ・ブランケット）
- 武装神姫 BATTLE MASTERS（ヴァイオリン型MMS紗羅壇）
- マリッジロワイヤル プリズムストーリー（日高八雲）

2011年
- イナズマイレブン ストライカーズ（2011年 - 2012年、財前塔子、キーブ、クリプト、クララ、メフィスト、万博美、倉間典人、青山俊介、マント） - 3作品
- イナズマイレブンGO（2011年 - 2013年、倉間典人、青山俊介、真帆路〈子ども時代〉、水川みのり、ララヤ・オビエス） - 3作品
- そらのおとしものf Dreamy Season（五月田根美香子）
- スーパーロボット大戦シリーズ（2011年 - 2020年、フェルト・グレイス） - 8作品
- 007 ブラッドストーン（ニコール・ハンター）
- デュラララ!! 3way standoff -alley-（狩沢絵理華）
- ドリームプロデューサー（みゆ）

2012年
- 青の祓魔師 幻刻の迷宮（クロ）
- ガールフレンド（仮）（春宮つぐみ）
- 機動戦士ガンダムAGE ユニバースアクセル / コズミックドライブ（デシル・ガレット〈フリット編〉）
- ギルティクラウン ロストクリスマス（パスト）
- スティールクロニクルBe（ミカサ・クリムゾン）
- Phantom -PHANTOM OF INFERNO-(Xbox 360版)（アイン / 江漣）
- フォトカノ（内田有子）

2013年
- ガイストクラッシャー（蛍ルミネラ）
- ソードアート・オンライン -インフィニティ・モーメント-（リズベット / 篠崎里香）
- NORN9 ノルン+ノネット（久我深琴、ぴよこっく）
- フォトカノ Kiss（内田有子）

2014年
- 俺の屍を越えてゆけ2（阿狛、天竺姉妹、椿姫ノ花蓮、琴ノ宮織姫、美保松トワ）
- ガイストクラッシャー ゴッド（蛍ルミネラ）
- グリモア〜私立グリモワール魔法学園〜（如月天）
- 超ヒロイン戦記（雪音クリス）
- ソードアート・オンライン -ホロウ・フラグメント-（リズベット / 篠崎里香）
- デュラララ!! 3way standoff -alley- V（狩沢絵理華）
- NORN9 VAR COMMONS（久我深琴）
- ブレイドアンドソウル（ダン・ロアナ）
- 嫁コレ（リズベット / 篠崎里香）

2015年
- エビコレ フォトカノ Kiss（内田有子）
- 小林が可愛すぎてツライっ!! ゲームでもキュン萌えMAXが止まらないっ(*´ェ`*)（小林愛、小林十）
- ジョジョの奇妙な冒険 アイズオブヘブン（マライア）
- ソードアート・オンライン -ロスト・ソング-（リズベット / 篠崎里香）
- デュラララ!! Relay（狩沢絵理華）
- ニトロプラス ブラスターズ -ヒロインズ インフィニット デュエル-（アイン）
- NORN9 LAST ERA（久我深琴）
- ファントム オブ キル（エクスカリバー、トリシューラ）

2016年
- グランブルーファンタジー（2016年 - 2023年、ネモネ）
- ソードアート・オンライン -ホロウ・リアリゼーション-（リズベット / 篠崎里香）
- NORN9 ACT TUNE（久我深琴）
- ベイブレードバースト（黒神ダイナ）
- 勇者死す。（ヨナ）
- レコラヴ Blue Ocean / Gold Beach（内魔悠子）

2017年
- アクセル・ワールド VS ソードアート・オンライン 千年の黄昏（リズベット）
- 戦姫絶唱シンフォギアXD UNLIMITED（雪音クリス）
- デスティニーチャイルド（エポナ）
- ベイブレードバースト ゴッド（黒神ダイナ）
- Horizon Zero Dawn（アーロイ）

2018年
- ガンダムバーサス（デシル・ガレット）
- ソードアート・オンライン フェイタル・バレット（リズベット）
- スーパーロボット大戦X（マニィ・アンバサダ）
- Marvel's SPIDER-MAN（フェリシア・ハーディ / ブラックキャット）
- 片恋いコントラスト -way of parting-（眞泉千種）
- ベイブレードバースト バトルゼロ（黒神ダイナ）
- 機動戦士ガンダム エクストリームバーサス2（2018年 - 2025年、フェルト・グレイス、デシル・ガレット、マニィ・アンバサダ） - 4作品

2019年
- ブレイドアンドソウル レボリューション（ダン・ロアナ）
- WAR OF THE VISIONS ファイナルファンタジー ブレイブエクスヴィアス 幻影戦争（ルアーサ）

2020年
- 七つの大罪 ～光と闇の交戦～（デリエリ）
- ソードアート・オンライン アリシゼーション リコリス（リズベット）
- ジョジョのピタパタポップ（マライア）
- ファンタジア・リビルド（ニーナ・アントーク、フェリス・エリス）

2021年
- ファイアーエムブレム ヒーローズ（2021年 - 2024年、ダグ）
- IDOLY PRIDE（2021年 - 2024年、井川葵）
- 原神（アーロイ）
- ポケモンマスターズEX（2021年 - 2023年、リッカ）
- アサルトリリィ Last Bullet（雪音クリス）

2022年
- ジョジョの奇妙な冒険 オールスターバトルR（マライア）
- Horizon Forbidden West（アーロイ）

2023年
- モンスターストライク（マライア）

### ドラマCD
- 愛を歌うより俺に溺れろ! 〜溺死寸前!? 湯けむり温泉親睦旅行〜（ファン、店員、生徒、客）
- ドラマCD『アクセル・ワールド』＋『ソードアート・オンライン』（リズベット/ 篠崎里香）
- いちばんうしろの大魔王 VOL.2（江藤不二子）
- イナズマイレブンGO ドラマCD「特訓の絆!!」（倉間典人、青山俊介[168]）
- 桜蘭高校ホスト部 アニメドラマCD（女生徒）※LaLa応募者全員サービス
- 終わりなき夏 永遠なる音律 (大上 律子)
- 影執事マルクの響き 1、2巻（エルミナ＝ヴァレンシュタイン）
- 機動戦士ガンダム00 CDドラマ・スペシャル4 アナザーストーリー「4MONTH FOR 2312」（フェルト・グレイス）
- 今日の5の2 ドラマCD 第1巻（河合ツバサ）
- 共鳴せよ!私立轟高校図書委員会（黒田蝶子）
- クトゥルフ神話TRPGリプレイ るるいえとらべらーず（日野睦）※単行本付属ドラマCD
- 軍靴のバルツァー（ヘルムート・マルクス・フォン・バッベル[169]）※コミックス第11巻ドラマCD付き限定版
- 小林が可愛すぎてツライっ!! 胸キュン ラブシチュ＆萌えシチュ祭りっ!〜学園祭編〜（小林愛、小林十）※Sho-Comi2015年5/5号（10号）付録
- ささめきことオリジナルドラマCD 純夏の一番長い日（村雨純夏）
- 屍姫ドラマCD 屍姫17巻初回限定特装版（北斗）
- 女子大生会計士の事件簿（小野小夜）
- S・A〜スペシャル・エー〜ドラマCD Vol.1、2（山本芽）
- そらのおとしものf（フォルテ）キャラソン&ドラマ・アルバム〜天使たちの声が響く〜（五月田根美香子）
- D.C.II S.S. 〜ダ・カーポII セカンドシーズン〜 ドラマCD「聖夜のミスコン大作戦!」（朝倉音姫）
- TARI TARI ドラマCD 旅立ちの歌（坂井和奏）
- デュラララ!!「千客万来」※デュラララ!! Relay 限定版特典ドラマCD
- 伝説の勇者の伝説 キャラクターフューチャリングCD フェリス編、ライナ編、シオン編（フェリス・エリス）
- true tears ドラマCD（石動乃絵）
- トラスティベル 〜ショパンの夢〜 ドラマCD （ミュゼット）
- 『TRACE（トレイス）』（桐谷アカネ）※「月刊コミックアース・スター」2011年7月号付録用ドラマCD
- 夏色キセキ オリジナルCDドラマ〜ドリームアワー・イン・紗希's room〜（水越 紗季）
- 猫神やおよろずドラマCD 春夏秋冬 スラップスティック（枕木夕楽々、蔵菊理姫神）
- NORN9 ノルン+ノネットドラマCD「おかえりから始めるメソッド」（久我深琴[注 4]）
- ぱる高演劇部（宮本あゆ）
- Sound Drama Fate/Zero Vol.4 煉獄の炎（シャーレイ）
- 覆面系ノイズ（珠久里深桜）※花とゆめ14年7号付属ドラマCD
- マリア様がみてる シリーズ「チェリーブロッサム」（美幸）
- みつどもえドラマCD〜伝説のはじまり〜（丸井みつば）
- モノクロ少年少女（薊）
- ライアー×ライアー（野口真樹[170]）※原作第4、5巻 特装版同梱ドラマCD
- LOVE SO LIFE 「ときめき☆きらめき文化祭」（吉井梨生）※『花とゆめ』2013年21号付録[171]
- 瑠璃の風に花は流れる ドラマCD Vol.2 紫都の貴公子（澪良）
- ログ・ホライズン（ヘンリエッタ）※原作7巻供贄の黄金ドラマCD付特装版
- ワールドエンブリオ（クララ〈霧島鞍螺〉）※コミックス第10・11巻ドラマCD付き特装版[172]
- 1.5.8. -just one time-（アイウェン）

### ラジオドラマ
- 噂屋 〜フラワーテイル〜 2ndシーズン（澤田ユキ）（『有楽町アニメタウン』内）
- 悠幻の学び舎〜いもうと学園〜（正美）（『悠幻の学び舎Radio いもうと学園!おにいちゃん時間だよっ!』内）
- マリア様がみてる（美幸）（『Webラジオ マリア様がみてる』内）
- 私立ハコ入り女学園（春乃桃香）（ニッポン放送『ミュ〜コミ+プラス』内コーナー『アニコボ』木曜日「ラジメーション」：2010年1月14日 - 3月25日）
- ニッポン放送開局60周年ミュ〜コミ+プラス・ラジオドラマ「バック・トゥ・ザ・レディオ」（赤ん坊の吉田）[173]）

### 吹き替え

#### 映画
- IT/イット THE END “それ”が見えたら、終わり。（べバリー・マーシュ〈ジェシカ・チャステイン〉[174]）
- エアポート・アドベンチャー クリスマス大作戦（ドナ）
- エンジェル ウォーズ（アンバー〈ジェイミー・チャン〉）
- 紀元前1万年（エバレット〈カミーラ・ベル〉）※劇場公開版
- スクリーム4: ネクスト・ジェネレーション（カービィ・リード〈ヘイデン・パネッティーア〉）
  - スクリーム6[175]
- ターミネーター:ニュー・フェイト（ダニー〈ナタリア・レイエス〉[176]）
- タイムマシン大作戦（英語版）（エイミー）
- ハーツ・ビート・ラウド たびだちのうた（サム〈カーシー・クレモンズ〉）
- ブロークン・ハート・ギャラリー（ルーシー〈ジェラルディン・ヴィスワナサン〉[177]）
- LOOPER/ルーパー（シド）

#### ドラマ
- IRIS-アイリス-（ヤン・ミジョン〈チュニ〉、子供時代のキム・ヒョンジュン）
- 赤と黒（子供時代のシム・ゴヌク）
- ギャップ・ザ・シリーズ（ニタ〈アマンダー･ジェーンセン（Heidi）〉[178]）
- ゴシップガール ファイナル・シーズン（セージ〈ソフィア・ブラック＝デリア〉）
- ゴシップガール (2021)（モネ・デ・ハーン〈サバンナ・リー・スミス〉[179]）
- コールドケース6（ナディア・コズロフ）
- 絶叫パンクス レディパーツ!（2022年、サイラ〈サラ・カミーラ・インピー〉[180]）
- トワイライト・ゾーン2 #7 （マギー〈タヴィ・ゲヴィンソン〉）
- パワーレンジャー・ミスティックフォース（クレア）
- ユーフォリア/EUPHORIA（ルー〈ゼンデイヤ〉[181]）

#### アニメ
- スマーフ スマーフェットと秘密の大冒険（スマーフ・ウィロー[182]）
- トランスフォーマー アーススパーク（ロビー・マルト[183]）
- トランスフォーマー アニメイテッド（テレトラン1[184]、アーシー）
- マイリトルポニー〜トモダチは魔法〜（プリンセスケイデンス）
  - マイリトルポニー: エクエストリア・ガールズ（プリンセスケイデンス）
  - マイリトルポニー・ガールズ: 虹の冒険（アリア・ブレイズ）
  - マイリトルポニー: エクエストリア・ガールズ - フレンドシップ・ゲーム（ケイデンス学生部長、レモンゼスト）
- メアリーと秘密の王国（メアリー・キャサリン）

### テレビ人形劇
- Thunderbolt Fantasy 東離劍遊紀（2018年、蠍瓔珞）

### ラジオ
※はインターネット配信。
- ソレスタルステーション00（2007年 - 2008年、ラジオ大阪・文化放送）
- true tears こちらチューリップ放送局 IN キャララジオ（2007年、キャララジオ※）
- true tears こちらチューリップ放送局（2008年、BEAT☆Net Radio!※）
- ラジオ ダ・カーポII 〜初音島日記〜（2008年、アニメイトTV※）
- 高橋大輔と高垣彩陽の夜ナ夜ナハッスル（2008年 - 2009年、ラジオ関西・ラジオ関西WEB※）
- ファントムらじお〜明るい未来計画〜（2009年、メディファクラジオ※）
- ネネのねぇねぇちょっと聞いてよ![注 5]（2009年、CANAAN公式サイト※）
- 彩陽・めぐみのささめきらじお（2009年 - 2010年、HiBiKi Radio Station※）
- はなまる幼稚園 らじお組（2010年、アニメイトTV※）
- 伝説の勇者の伝説のラジオ（2010年、音泉※）
- みつどもえラジオ「3ちゃんねる」（2010年 - 2011年、音泉※・ランティスウェブラジオ※・HiBiKi Radio Station※）
- 高垣彩陽のあしたも晴レルヤ（2010年 - 2025年、超!A&G+※・AG-ON Premium※）
- TARI TARIラジオ ゆったりまったり放課後日誌（2012年、音泉※・HiBiKi Radio Station※）
- バンプレストラジオ 青の祓魔師〜みんなで一番くじをゲットし魔SHOW!〜（2012年、ニコニコ動画※）
- バンプレストラジオ 一番くじ 青の祓魔師〜青き炎再び〜 みんなで一番くじをゲットし魔SHOW！（2012年、ニコニコ動画※）
- 「歌ったり 笑ったり ジョイントフェスティバル思い出日誌」[注 6]（2014年、ランティスウェブラジオ※）
- 戦姫絶笑シンフォギアRADIO[注 7]（2018年 - 、HiBiKi Radio Station※）

### ラジオCD
- ラジオ アラタカンガタリ〜らじかん〜Vol.2（ゲスト）
- ラジオCD TVアニメ「鋼殻のレギオス」Webラジオ レギオスのらじおッス!（ゲスト）
- 彩陽・めぐみのささめきらじお（パーソナリティ）
- 高垣彩陽のあしたも晴レルヤ 1-6
- DJCD WEBラジオ D.C.II〜初音島日記〜 第1-3巻
- TARI TARIラジオ ゆったりまったり放課後日誌 Vol.1、2
- 伝説の勇者の伝説のラジオ シリーズ
  - 伝説の勇者の伝説のラジオ コミックマーケット78限定スペシャルクエスト「伝説のドリンク」（パーソナリティ）
  - 伝説の勇者の伝説のラジオ おまとめ盤 1、2（パーソナリティ）
- True tears 帰ってきた!こちらチューリップ放送局（パーソナリティ）
- TVアニメ はなまる幼稚園 Webラジオ はなまる幼稚園 らじお組 DJCD はなまるなあるばむ いちまいめ、にまいめ（パーソナリティ）
- みつどもえラジオ「3ちゃんねる」CDスペシャル!（パーソナリティ）

### デジタルコミック
- VOMIC シュガーズ（白川麻美）
- VOMIC 紅 kure-nai（杉原麻里子）
- くろりんごときいろいそら（2022年、先生[185]）

### アプリ
- 「アラタカンガタリ〜革神語〜」アラームボイスアプリ（コトハ）

### 映像商品
- 青の祓魔師 BLUE NIGHT FES.
- AD-LIVE 2016
- ガンダム00 Festival 2009-2010 “A trailer for the trailblazer”
- シンフォギアライブ2013、2016
- 電撃文庫 秋冬の陣 de デュラララヴァーズ in 中野[注 8]
- デュラララウンジ!! in パシフィコ横浜
- NANA MIZUKI LIVE ADVENTURE
- NORN9 ノルン+ノネット with Ark & for Spica
- 八犬伝―東方八犬異聞― キャスト座談会[注 9]
- 「八犬伝-東方八犬異聞-」おいでませ!古那屋in日比谷公会堂

### 実写映画
- シャッフル（2011年10月22日公開） - ラジオDJ 役（声の出演）
- クハナ！（2016年10月8日公開[注 10]） - 青木良美 役※友情出演

### 舞台
ミュージカル
- ミュージカル座『ひめゆり』 - しず（ひめゆり学徒） 役（★組）
- ZANNA-ザナ a musical fairytale-（2013年2月18日 - 23日、シアタークリエ） - ケイト 役
- ミュージカル『仮面ティーチャー〜SILVER MASK〜』（2015年9月16日 - 18日、大阪・梅田芸術劇場 シアタードラマシティ / 9月30日 - 10月4日、東京・Zeppブルーシアター六本木） - 国井美幸 役（声の出演）※10月3日夜公演のみ本人出演
- きみはいい人、チャーリー・ブラウン（2017年4月9日 - 25日、東京・シアタークリエ / 4月29日、福岡・キャナルシティ劇場 / 5月6日・7日、大阪・サンケイホールブリーゼ / 5月9日・10日、愛知・日本特殊陶業市民会館 ビレッジホール） - ルーシー 役
- シアタークリエ10周年記念コンサート『TENTH』（2018年1月20日・24日・25日・27日 - 29日、シアタークリエ）
- ミュージカル座『ひめゆり』（2018年7月12日 - 17日、シアター1010） - 主演・キミ 役
- ミュージカル『SMOKE』（2018年10月4日 - 28日、浅草九劇） - 紅 役※Wキャスト

ストレートプレイ
- 「2LDK」-2013-（2013年10月12日、俳優座劇場） - 橘ラナ 役
- 青山メインランドpresents キバコの会 第五回公演『KAKOCHI-YA』（2014年9月18日 - 28日、赤坂RED/THEATER） - 託ち屋 役
- 劇団秦組vol.6『くるくると死と嫉妬』（2014年12月9日、あうるすぽっと） - 田丸くんの恋人〈ニュースキャスター〉 役※ゲスト出演
- 探偵シリーズ『元カレ』（2015年6月4日 - 12日、六行会ホール） - 佐藤カンナ 役
- AD-LIVE 2016（2016年10月29日、メルパルク大阪）
- ラフィングライブ 第2回公演『Run for Your Wife』（2016年11月30日 - 12月4日、Zeppブルーシアター六本木） - メアリー・スミス 役
- ラフィングライブ 第3回公演『Cash on Delivery』（2017年11月29日 - 12月3日、銀座博品館劇場） - リンダ・スワン 役
- AD-LIVE 2017（2017年10月14日、メルパルク大阪）
- ラフィングライブ 第4回公演『パパ、アイ・ラブ・ユー！』（2018年11月29日 - 12月2日、三越劇場）

朗読劇
- 朗読劇 私の頭の中の消しゴム - 高原薫 役
  - 6th letter（2014年6月2日・6日、天王洲銀河劇場）
  - 7th letter（2015年5月3日・4日、天王洲銀河劇場）
  - 9th letter（2017年8月18日・19日、サンシャイン劇場）
  - 10th letter（2018年4月28日・29日、よみうり大手町ホール）

- SUPER SOUND THEATRE「Valkyrie 〜Story from RHINE GOLD〜」（2014年11月1日・2日、舞浜アンフィシアター） - クケリン 役他
- 茅原実里座長公演 朗読劇「minori's theatre CRAZY MANSION!!」（2018年3月17日 - 4月1日） - 沙村サヤ、四之宮姫香 役
- 配信朗読劇「予告犯」（2018年9月15日・17日・19日、あうるすぽっと） - 警視庁サイバー犯罪対策課・刑事 役
- SWEET 19 BLUES（2023年12月27日、RED°TOKYO TOWER SKY STADIUM） - イツキ 役

### テレビ
- あにてれ Presents アニソンぷらす+（テレビ東京：2009年4月度・6月22日放送分ナレーション担当、ゲスト）
- コンテンツビジネス最前線 ジャパコンTV（BSフジ：2011年3月26日 - 2012年3月17日(不定期放送)、2012年4月6日 - 2014年11月7日(定期放送)、藤小梅〈キャスター役〉※アニメーションパート部分）
- ENT（毎日放送：2011年12月13日、特集放送）
- リスアニTV（TOKYO MX・MUSIC ON! TV、2012年6月・2013年4月度特集アーティスト）
- 双方向クイズ 天下統一（NHK GTV：2013年11月1日深夜）※豊崎愛生とペア
- ジャパコン・ワンダーランド（BSフジ：2015年4月6日 -、藤小梅〈レポーター役〉※アニメーションパート部分）
- Nコンに参加しよう!（NHKEテレ：2016年3月18日、ナレーション）
- BBTスペシャル『とやまアニメ・まんが道〜クールジャパンの熱き担い手たち〜』（富山テレビ：2017年3月3日）
- ジャパコン・ワンダーランド（BSフジ：2016年10月17日、「Animelo Summer Live 2016 刻-TOKI-」の密着特番）
- ニッポンアニメ100 あけおめ!声優大集合（NHK BSプレミアム：2017年12月31日 - 2018年1月1日）
- アニ☆ステ（日本テレビ：2018年9月23日）

### パチスロ・パチンコ
- パチスロ ろくでなしBLUES（2011年、七瀬千秋）
- シスタークエスト2〜魔剣の騎士と白銀の巫女〜（2011年、ロージー）
- シスタークエスト3〜黄金の大地と東の勇者〜（2012年、道明寺タテハ、ヌクヌク）
- ぱちんこ「鋼殻のレギオス」（2013年、ニーナ・アントーク、電子精霊ツェルニ）
- 政宗（ナオエ）
- パチスロ戦姫絶唱シンフォギア（2016年、雪音クリス）
- CRフィーバー戦姫絶唱シンフォギア（2017年、雪音クリス）
- パチスロ 世界でいちばん強くなりたい!（2017年、ユンボ山本[191]）
- シスタークエスト〜時の魔術師と悠久の姉妹〜（2017年、マリス）
- Pフィーバー戦姫絶唱シンフォギア2 (2020年、雪音クリス)

### インターネットテレビ
- スタチャちっく!
- うらすたちゃ!（Oh!sama TV）

### その他コンテンツ
- 春休みの恋人（2011年、倉持紅緒〈モチ子〉）
- 猛将 木曾義仲 オーディオドラマ（2011年、葵御前[192]）
- TARI TARI ゲオオリジナル店内音声CM（2012年[193]、坂井和奏）
- 火群大戦 PV（2022年、ゼロフィスカ＆ナレーション[194]）
- トランスフォーマー アーススパーク玩具CM（2023年、ロビー・マルト）

## ディスコグラフィ

### シングル
|            | 発売日         | タイトル         | 規格品番   | 規格品番   | 規格品番 | オリコン 最高位 |
| 初回限定盤 | 発売日         | タイトル         | 通常盤     | 期間限定盤 |          | オリコン 最高位 |
| ---------- | -------------- | ---------------- | ---------- | ---------- | -------- | --------------- |
| 1st        | 2010年7月21日  | 君がいる場所     | SMCL-198/9 | SMCL-200   |          | 14位            |
| 2nd        | 2010年11月17日 | 光のフィルメント | SMCL-222/3 | SMCL-224   | 20位     |                 |
| 3rd        | 2011年4月6日   | たからもの       | SMCL-235/6 | SMCL-237   | 15位     |                 |
| 4th        | 2012年2月8日   | Meteor Light     | SMCL-257/8 | SMCL-259   | 15位     |                 |
| 5th        | 2012年6月13日  | 月のなみだ       | SMCL-270/1 | SMCL-272   | 19位     |                 |
| 6th        | 2013年8月14日  | Next Destination | SMCL-303/4 | SMCL-305   | SMCL-306 | 12位            |
| 7th        | 2014年5月28日  | 風になる         | SMCL-334/5 | SMCL-336   |          | 25位            |
| 8th        | 2014年10月8日  | 愛の陽           | SMCL-353/4 | SMCL-355   | 16位     |                 |
| 9th        | 2015年7月29日  | Rebirth-day      | SMCL-393/4 | SMCL-395   | SMCL-396 | 10位            |
| 10th       | 2017年1月18日  | Live & Try       | SMCL-463/4 | SMCL-465   |          | 23位            |
| 11th       | 2017年8月2日   | Futurism         | SMCL-495/6 | SMCL-497   | SMCL-498 | 15位            |
| 12th       | 2019年8月21日  | Lasting Song     | SMCL-610/1 | SMCL-612   | SMCL-613 | 15位            |

### アルバム

#### オリジナルフルアルバム
|            | 発売日         | タイトル   | 規格品番   | 規格品番 | オリコン 最高位 |
| 初回限定盤 | 発売日         | タイトル   | 通常盤     |          | オリコン 最高位 |
| ---------- | -------------- | ---------- | ---------- | -------- | --------------- |
| 1st        | 2013年4月17日  | relation   | SMCL-291/2 | SMCL-293 | 8位             |
| 2nd        | 2015年11月25日 | individual | SMCL-406/7 | SMCL-408 | 25位            |

#### カバーミニアルバム
|     | 発売日         | タイトル  | 規格品番 | オリコン 最高位 |
| --- | -------------- | --------- | -------- | --------------- |
| 1st | 2011年11月23日 | melodia   | SMCL-253 | 28位            |
| 2nd | 2013年12月11日 | melodia 2 | SMCL-316 | 30位            |
| 3rd | 2016年11月9日  | melodia 3 | SMCL-448 | 21位            |
| 4th | 2018年9月26日  | melodia 4 | SMCL-560 | 41位            |

#### ベストアルバム
|        | 発売日        | タイトル         | 規格品番   | 規格品番 | オリコン 最高位 |
| 限定盤 | 発売日        | タイトル         | 通常盤     |          | オリコン 最高位 |
| ------ | ------------- | ---------------- | ---------- | -------- | --------------- |
| 1st    | 2021年4月21日 | Radiant Memories | SMCL-710/2 | SMCL-713 | 33位            |

### 映像作品
|         | 発売日        | タイトル                                                | 規格品番 | 規格品番    |
| Blu-ray | 発売日        | タイトル                                                | DVD      |             |
| ------- | ------------- | ------------------------------------------------------- | -------- | ----------- |
| 1st     | 2012年6月13日 | 高垣彩陽ファーストコンサートツアー「Memoria×Melodia」   | SMXL-3   | SMBL-104    |
| 2nd     | 2014年1月29日 | 高垣彩陽 2ndコンサートツアー2013 〜relation of colors〜 | SMXL-6   | SMBL-109/10 |
| 3rd     | 2017年1月18日 | 高垣彩陽 3rdコンサートツアー2016 “individual”           | SMXL-11  |             |

### タイアップ曲
| 楽曲                 | タイアップ                                                | 時期   |
| -------------------- | --------------------------------------------------------- | ------ |
| 君がいる場所         | テレビアニメ『世紀末オカルト学院』エンディングテーマ      | 2010年 |
| 光のフィルメント     | テレビアニメ『伝説の勇者の伝説』後期エンディングテーマ    | 2010年 |
| たからもの           | スマートフォンドラマ『春休みの恋人』劇中歌                | 2011年 |
| Meteor Light         | テレビアニメ『戦姫絶唱シンフォギア』エンディングテーマ    | 2012年 |
| 月のなみだ           | PSPゲーム『十三支演義 〜偃月三国伝〜』オープニングテーマ  | 2012年 |
| 名もない花           | PSPゲーム『十三支演義 〜偃月三国伝〜』エンディングテーマ  | 2012年 |
| Next Destination     | テレビアニメ『戦姫絶唱シンフォギアG』エンディングテーマ   | 2013年 |
| 風になる             | PSPゲーム『十三支演義 〜偃月三国伝2〜』オープニングテーマ | 2014年 |
| それでも夢が続くなら | PSPゲーム『十三支演義 〜偃月三国伝2〜』エンディングテーマ | 2014年 |
| Rebirth-day          | テレビアニメ『戦姫絶唱シンフォギアGX』エンディングテーマ  | 2015年 |
| Futurism             | テレビアニメ『戦姫絶唱シンフォギアAXZ』エンディングテーマ | 2017年 |
| Lasting Song         | テレビアニメ『戦姫絶唱シンフォギアXV』エンディングテーマ  | 2019年 |

### キャラクターソング
| 発売日   | 商品名 | 歌 | 楽曲                                                                                      | 備考                                                                         |
| 2007年   | 2007年 | 2007年 | 2007年                                                                                    | 2007年                                                                       |
| -------- | --- | --- | ----------------------------------------------------------------------------------------- | ---------------------------------------------------------------------------- |
| 3月21日  | Venus Versus Virus : Character Vocal Album                                                                                 | 名橋ルチア（高垣彩陽） | 「inner world」                                                                           | テレビアニメ『Venus Versus Virus』関連曲                                     |
| 3月21日  | Venus Versus Virus : Character Vocal Album                                                                                 | 名橋ルチア（高垣彩陽）、鷹花スミレ（茅原実里） | 「闇の鍵 光の扉」                                                                         | テレビアニメ『Venus Versus Virus』関連曲                                     |
| 2008年   | | |                                                                                           |                                                                              |
| 4月9日   | D.C.II 〜ダ・カーポII〜 キャラクターソング Vol.6 朝倉音姫                                                                  | 朝倉音姫（高垣彩陽） | 「Perfect affection」 「イタズラな笑顔」                                                  | テレビアニメ『D.C.II 〜ダ・カーポII〜』関連曲                                |
| 4月16日  | Tears...for truth 〜true tearsイメージソング集〜                                                                           | 石動乃絵（高垣彩陽） | 「透明な羽根で」 「アブラムシの唄」                                                       | テレビアニメ『true tears』関連曲                                             |
| 5月21日  | S・A キャラクターミニアルバム純・芽・竜                                                                                    | 山本芽（高垣彩陽） | 「星の流れる夜に」 「Special days」                                                       | テレビアニメ『S・A〜スペシャル・エー〜』関連曲                               |
| 7月16日  | スペシャル☆ギュッとGood luck!                                                                                              | 華園光（後藤邑子）、東堂明（生天目仁美）、山本芽（高垣彩陽） | 「スペシャル☆ギュッとGood luck!」                                                         | テレビアニメ『S・A〜スペシャル・エー〜』エンディングテーマ                   |
| 7月16日  | スペシャル☆ギュッとGood luck!                                                                                              | 華園光（後藤邑子）、東堂明（生天目仁美）、山本芽（高垣彩陽） | 「ノンストップ・ハイテンション！」                                                        | テレビアニメ『S・A〜スペシャル・エー〜』関連曲                               |
| 8月22日  | true tears DVD第6巻限定版特典CD                                                                                            | 石動乃絵（高垣彩陽） | 「もうひとつの空」                                                                        | テレビアニメ『true tears』関連曲                                             |
| 2009年   | | |                                                                                           |                                                                              |
| 2月4日   | ヤサシイウソ | ニーナ・アントーク（高垣彩陽） | 「ヤサシイウソ w/z Nina Antalk」                                                          | テレビアニメ『鋼殻のレギオス』エンディングテーマ                             |
| 5月27日  | ダン←ダム〜Dungeons & Dam〜 オーディオコレクション                                                                         | フィア（高垣彩陽） | 「ダムに恋して！」 「ダムに恋して！ -Remix ver.-」                                        | ゲーム『ダン←ダム』関連曲                                                    |
| 6月3日   | dear-dear DREAM | マイサンシャイン（高垣彩陽） | 「dear-dear DREAM」 「冒険記録」                                                          | テレビアニメ『バトルスピリッツ 少年突破バシン』エンディングテーマ            |
| 7月8日   | インスパイアード アイン | アイン（高垣彩陽） | 「crazy darkness」 「Ich beten...」                                                       | テレビアニメ『Phantom 〜Requiem for the Phantom〜』キャラクターソング        |
| 8月28日  | Chrome Shelled REGIOS Character Songs - The Second Session                                                                 | ニーナ・アントーク（高垣彩陽） | 「ミキシング・ノート」                                                                    | テレビアニメ『鋼殻のレギオス』関連曲                                         |
| 10月7日  | チャイナ気分でハイテンション！                                                                                             | ネネ（高垣彩陽） | 「チャイナ気分でハイテンション！」 「いのちなんだよ」 「LIFE」                            | テレビアニメ『CANAAN』挿入歌                                                 |
| 10月21日 | 機動戦士ガンダム00 Voice Actor Single 高垣彩陽 come across フェルト・グレイス 祈り†/Justice                                | 高垣彩陽 | 「祈り†」 「Justice」                                                                     | テレビアニメ『機動戦士ガンダム00』関連曲                                     |
| 11月18日 | CHARGE!/お願いSweetheart                                                                                                   | ぷらぐ（福原香織）、アレスタ（高垣彩陽） | 「CHARGE!」                                                                               | テレビアニメ『ファイト一発！充電ちゃん!!』オープニングテーマ                 |
| 11月18日 | TeCh=NoloGy | アレスタ（高垣彩陽） | 「TeCh=NoloGy」 「TeCh=NoloGy セリフ.ver」                                                | テレビアニメ『ファイト一発！充電ちゃん!!』エンディングテーマ                 |
| 12月29日 | 「そらのおとしもの」エンディング・テーマ コレクション                                                                      | イカロス（早見沙織）、見月そはら（美名）、五月田根美香子（高垣彩陽）、桜井智樹（保志総一朗）、守形英四郎（鈴木達央）                                                                             | 「太陽がくれた季節」                                                                      | テレビアニメ『そらのおとしもの』エンディングテーマ                           |
| 12月29日 | 「そらのおとしもの」エンディング・テーマ コレクション                                                                      | イカロス（早見沙織）、ニンフ（野水伊織）、見月そはら（美名）、五月田根美香子（高垣彩陽）、桜井智樹（保志総一朗）、守形英四郎（鈴木達央）                                                         | 「ふり向くな君は美しい」                                                                  | テレビアニメ『そらのおとしもの』エンディングテーマ                           |
| 12月29日 | 「そらのおとしもの」エンディング・テーマ コレクション                                                                      | イカロス（早見沙織）、五月田根美香子（高垣彩陽） | 「初恋」                                                                                  | テレビアニメ『そらのおとしもの』エンディングテーマ                           |
| 12月29日 | 「そらのおとしもの」エンディング・テーマ コレクション                                                                      | 五月田根美香子（高垣彩陽）、守形英四郎（鈴木達央） | 「僕等のダイアリー」                                                                      | テレビアニメ『そらのおとしもの』エンディングテーマ                           |
| 2010年   | | |                                                                                           |                                                                              |
| 1月27日  | 青空トライアングル | 杏（真堂圭）、柊（高垣彩陽）、小梅（MAKO） | 「青空トライアングル」                                                                    | テレビアニメ『はなまる幼稚園』オープニングテーマ                             |
| 1月27日  | 青空トライアングル | 杏（真堂圭）、柊（高垣彩陽）、小梅（MAKO） | 「ぱんだねこ体操」                                                                        | テレビアニメ『はなまる幼稚園』関連曲                                         |
| 1月27日  | ファイト一発！充電ちゃん!!みにあるばむとでぃーぶいでぃー                                                                   | アレスタ（高垣彩陽） | 「TeCh=NoloGy (Sunny Drive edit)」                                                        | テレビアニメ『ファイト一発！充電ちゃん!!』関連曲                             |
| 3月10日  | そらのおとしもの キャラクター・ソング・アルバム〜そらの音楽祭〜                                                            | 五月田根美香子（高垣彩陽） | 「Princess 37564」                                                                        | テレビアニメ『そらのおとしもの』関連曲                                       |
| 3月31日  | はなまるなベストアルバム childhood memories                                                                                | 杏（真堂圭）、柊（高垣彩陽）、小梅（MAKO） | 「笑顔ならべて」                                                                          | テレビアニメ『はなまる幼稚園』エンディングテーマ                             |
| 3月31日  | はなまるなベストアルバム childhood memories                                                                                | 柊（高垣彩陽） | 「キグルミ惑星」                                                                          | テレビアニメ『はなまる幼稚園』エンディングテーマ                             |
| 3月31日  | はなまるなベストアルバム childhood memories                                                                                | 杏（真堂圭）、柊（高垣彩陽）、小梅（MAKO）、土田先生（日野聡）、山本先生（葉月絵理乃）、 | 「ぱんだねこ体操（みんなで一緒 ver.）」                                                   | テレビアニメ『はなまる幼稚園』関連曲                                         |
| 4月7日   | true tears イメージミニアルバム 〜Nostalgic Arietta〜                                                                      | 石動乃絵（高垣彩陽） | 「もうひとつの空」                                                                        | テレビアニメ『true tears』関連曲                                             |
| 5月26日  | マリッジロワイヤル〜プリズムストーリー〜 キャラクターソングアルバム                                                        | 日高八雲（高垣彩陽） | 「White out」                                                                             | ゲーム『マリッジロワイヤル』関連曲                                           |
| 8月11日  | みっつ数えて大集合！ | 丸井みつば（高垣彩陽）、丸井ふたば（明坂聡美）、丸井ひとは（戸松遥） | 「みっつ数えて大集合！」                                                                  | テレビアニメ『みつどもえ』オープニングテーマ                                 |
| 8月11日  | みっつ数えて大集合！ | 丸井みつば（高垣彩陽）、丸井ふたば（明坂聡美）、丸井ひとは（戸松遥） | 「つよいするどいしょうがくせい」                                                          | テレビアニメ『みつどもえ』関連曲                                             |
| 8月25日  | みつどもえ キャラクターソング Vol.1 みつば                                                                                 | 丸井みつば（高垣彩陽） | 「ありがたく思いなさいよねっ!!」 「長女だし、ねっ！」                                     | テレビアニメ『みつどもえ』関連曲                                             |
| 9月22日  | まさか三卵性!? | 丸井みつば（高垣彩陽）、丸井ふたば（明坂聡美）、丸井ひとは（戸松遥）、矢部智（下野紘） | 「まさか三卵性!?」                                                                        | インターネットラジオ『みつどもえラジオ「3ちゃんねる」』主題歌                |
| 10月27日 | みつどもえ キャラクターソング Vol.4 杉崎みく                                                                               | 杉崎みく（斎藤千和）、丸井みつば（高垣彩陽） | 「あんたなんか！」                                                                        | テレビアニメ『みつどもえ』関連曲                                             |
| 11月24日 | 影執事マルクの響き第2巻 | エルミナ＝ヴァレンシュタイン（高垣彩陽） | 「エルミナの謳」                                                                          | ドラマCD『影執事マルクの響き』関連曲                                         |
| 11月24日 | 世紀末オカルト学院 BD・DVD Volume.1 - 3 連動購入特典CD                                                                     | 神代マヤ（日笠陽子）、中川美風（茅原実里）、黒木亜美（高垣彩陽）、成瀬こずえ（花澤香菜）、川嶋千尋（小林ゆう）                                                                                   | 「LOVEマシーン」                                                                          | テレビアニメ『世紀末オカルト学院』挿入歌                                     |
| 11月25日 | 武装神姫 Character Song & Special Radio Rondo                                                                              | ヴァイオリン型 沙羅檀（高垣彩陽） | 「you&me」                                                                                | アクションフィギュア『武装神姫』関連曲                                       |
| 12月8日  | 伝説の勇者の伝説キャラクターフィーチャリングCD フェリス編                                                                  | フェリス・エリス（高垣彩陽） | 「旅路の詩」                                                                              | テレビアニメ『伝説の勇者の伝説』関連曲                                       |
| 12月22日 | 「そらのおとしものf（フォルテ）」“今年も”エンディング・テーマ・コレクション                                                | 見月そはら（美名）&五月田根美香子（高垣彩陽） | 「かけめぐる青春」                                                                        | テレビアニメ『そらのおとしものf』エンディングテーマ                          |
| 12月22日 | 「そらのおとしものf（フォルテ）」“今年も”エンディング・テーマ・コレクション                                                | 桜井智樹（保志総一朗）、イカロス（早見沙織）、見月そはら（美名）、守形英四郎（鈴木達央）、五月田根美香子（高垣彩陽）、ニンフ（野水伊織）、アストレア（福原香織）                                 | 「帰らざる日のために」                                                                    | テレビアニメ『そらのおとしものf』エンディングテーマ                          |
| 12月22日 | 「そらのおとしものf（フォルテ）」“今年も”エンディング・テーマ・コレクション                                                | イカロス（早見沙織）&五月田根美香子（高垣彩陽） | 「踊り子」                                                                                | テレビアニメ『そらのおとしものf』エンディングテーマ                          |
| 12月22日 | 世紀末オカルト学院 BD&DVD第4巻限定版特典CD                                                                                 | 黒木亜美（高垣彩陽） | 「HOT LIMIT」                                                                             | テレビアニメ『世紀末オカルト学院』挿入歌                                     |
| 2011年   | | |                                                                                           |                                                                              |
| 1月26日  | わが名は小学生 | 丸井みつば（高垣彩陽）、丸井ふたば（明坂聡美）、丸井ひとは（戸松遥） | 「わが名は小学生」                                                                        | テレビアニメ『みつどもえ 増量中！』オープニングテーマ                        |
| 2月16日  | そらのおとしものf（フォルテ）キャラソン&ドラマ・アルバム〜天使たちの声が響く〜                                             | 守形英四郎（鈴木達央）、五月田根美香子（高垣彩陽） | 「鬼遊戯狂詩曲（オニゴッコラプソディー）」                                                | テレビアニメ『そらのおとしものf』関連曲                                      |
| 4月6日   | みつどもえ ベストアルバム 『みつどもべすと』                                                                               | 丸井みつば（高垣彩陽）、丸井ふたば（明坂聡美）、丸井ひとは（戸松遥） | 「もうすぐ中学生」                                                                        | テレビアニメ『みつどもえ』関連曲                                             |
| 2012年   | | |                                                                                           |                                                                              |
| 3月28日  | 戦姫絶唱シンフォギア キャラクターソング4 雪音クリス                                                                        | 雪音クリス（高垣彩陽） | 「魔弓・イチイバル」 「繋いだ手だけが紡ぐもの」                                           | テレビアニメ『戦姫絶唱シンフォギア』挿入歌                                   |
| 7月25日  | 戦姫絶唱シンフォギア BD&DVD第5巻限定版特典CD                                                                               | 雪音クリス（高垣彩陽） | 「銃爪にかけた指で夢をなぞる（聖詠）」 「月の下、命は淡く雪のように（絶唱）」             | テレビアニメ『戦姫絶唱シンフォギア』挿入歌                                   |
| 7月25日  | 夏色キセキ BD&DVD第2巻限定版特典CD                                                                                         | 逢沢夏海（寿美菜子）、水越紗季（高垣彩陽） | 「夢色グラフティ」                                                                        | テレビアニメ『夏色キセキ』挿入歌                                             |
| 8月8日   | 潮風のハーモニー | 白浜坂高校合唱部 | 「潮風のハーモニー」                                                                      | テレビアニメ『TARI TARI』エンディングテーマ                                  |
| 8月8日   | 潮風のハーモニー | 白浜坂高校合唱部 | 「Triple Smiley」                                                                         | Webラジオ『TARI TARIラジオ ゆったりまったり放課後日誌』テーマソング          |
| 8月9日   | 桜新町シンフォニア 〜kid,TABUCHI&FRIENDS like quartet〜 （夜桜四重奏 〜ヨザクラカルテット〜 コミックス第12巻限定版付属CD） | 館林水奈（高垣彩陽） | 「足並み揃ってselfish open heart!」                                                       | コミックス『夜桜四重奏 〜ヨザクラカルテット〜』関連曲                        |
| 8月29日  | 戦姫絶唱シンフォギア BD&DVD第6巻限定版特典CD                                                                               | 立花響（悠木碧）、風鳴翼（水樹奈々）、雪音クリス（高垣彩陽） | 「FIRST LOVE SONG」                                                                       | テレビアニメ『戦姫絶唱シンフォギア』挿入歌                                   |
| 9月26日  | TARI TARI ミュージックアルバム 〜歌ったり、奏でたり〜                                                                      | 白浜坂高校生徒一同 | 「白浜坂高校校歌」                                                                        | テレビアニメ『TARI TARI』挿入歌                                              |
| 9月26日  | TARI TARI ミュージックアルバム 〜歌ったり、奏でたり〜                                                                      | 白浜坂高校合唱部 | 「心の旋律」                                                                              | テレビアニメ『TARI TARI』挿入歌                                              |
| 9月26日  | TARI TARI ミュージックアルバム 〜歌ったり、奏でたり〜                                                                      | 白浜坂高校合唱部 | 「心の旋律 (#6ED Ver.)」 「潮風のハーモニー (5人Ver.)」 「潮風のハーモニー (#13ED Ver.)」 | テレビアニメ『TARI TARI』エンディングテーマ                                  |
| 9月26日  | TARI TARI ミュージックアルバム 〜歌ったり、奏でたり〜                                                                      | 西之端ヒーローショウテンジャー | 「熱闘ヒーローガンバライジャー (#10 Ver.)」 「熱闘ヒーローガンバライジャー」              | テレビアニメ『TARI TARI』挿入歌                                              |
| 9月26日  | TARI TARI ミュージックアルバム 〜歌ったり、奏でたり〜                                                                      | 白浜坂高校合唱部&声楽部 | 「radiant melody」                                                                        | テレビアニメ『TARI TARI』挿入歌                                              |
| 10月24日 | 夏色キセキ BD&DVD第4巻限定版特典CD                                                                                         | 逢沢夏海（寿美菜子）&水越紗季（高垣彩陽）&花木優香（戸松遥）&環凛子（豊崎愛生） | 「南風ドラマチック」                                                                      | テレビアニメ『夏色キセキ』関連曲                                             |
| 11月14日 | TARI TARI キャラクターソングアルバム 空盤 〜見上げたり、はばたいたり〜                                                     | 坂井和奏（高垣彩陽） | 「続くメロディ」 「光と風にのせて（和奏と歌うっていいね！バージョン）」                   | テレビアニメ『TARI TARI』関連曲                                              |
| 11月14日 | TARI TARI キャラクターソングアルバム 空盤 〜見上げたり、はばたいたり〜                                                     | 坂井和奏（高垣彩陽）&沖田紗羽（早見沙織） | 「光と風にのせて」                                                                        | テレビアニメ『TARI TARI』関連曲                                              |
| 11月14日 | TARI TARI キャラクターソングアルバム 海盤 〜潜ったり、たゆたったり〜                                                       | 坂井和奏（高垣彩陽）&宮本来夏（瀬戸麻沙美） | 「SWEET SHINY DAY」                                                                       | テレビアニメ『TARI TARI』関連曲                                              |
| 11月21日 | 夏色キセキ BD&DVD第5巻限定版特典CD                                                                                         | 水越紗季（高垣彩陽） | 「夏休み」                                                                                | テレビアニメ『夏色キセキ』挿入歌                                             |
| 12月26日 | 夏色キセキ BD&DVD第6巻限定版特典CD                                                                                         | 水越紗季（高垣彩陽） | 「空は晴れてく」                                                                          | テレビアニメ『夏色キセキ』関連曲                                             |
| 12月26日 | 夏色キセキ BD&DVD第6巻限定版特典CD                                                                                         | 逢沢夏海（寿美菜子）&水越紗季（高垣彩陽）&花木優香（戸松遥）&環凛子（豊崎愛生） | 「夏休みは終わらない」                                                                    | テレビアニメ『夏色キセキ』挿入歌                                             |
| 12月26日 | ソードアート・オンライン BONUS DISC 3（BD&DVD第3巻限定版特典CD）                                                           | リズベット（高垣彩陽） | 「Cheer!Tear?Cheer!!」                                                                    | テレビアニメ『ソードアート・オンライン』関連曲                               |
| 2013年   | | |                                                                                           |                                                                              |
| 2月27日  | イナズマイレブンGO クロノ・ストーン キャラクターソング オリジナルアルバム                                                  | 浜野海士（金野潤）&倉間典人（高垣彩陽） | 「DO OUR BEST!!」                                                                         | テレビアニメ『イナズマイレブンGO クロノ・ストーン』関連曲                    |
| 4月10日  | TARI TARI ドラマCD 旅立ちの歌                                                                                              | 白浜坂高校合唱部 | 「旅立ちの歌」                                                                            | テレビアニメ『TARI TARI』関連曲                                              |
| 5月28日  | 八犬伝―東方八犬異聞― イメージソングCD Vol.3 （BD第3巻限定版特典CD）                                                        | 高垣彩陽、明坂聡美 | 「絆は思いで出来ている」                                                                  | テレビアニメ『八犬伝―東方八犬異聞―』イメージソング                           |
| 6月26日  | 八犬伝―東方八犬異聞― キャラクターソングアルバム Vol.1                                                                      | 浜路（高垣彩陽） | 「STAY HERE!」                                                                            | テレビアニメ『八犬伝―東方八犬異聞―』関連曲                                   |
| 6月26日  | ソードアート・オンライン BONUS DISC 9（BD&DVD第9巻限定版特典CD）                                                           | キリト（松岡禎丞）、アスナ（戸松遥）、リーファ（竹達彩奈）、ユイ（伊藤かな恵）、シリカ（日高里菜）、リズベット（高垣彩陽）                                                                       | 「Sing All Overtures」                                                                    | テレビアニメ『ソードアート・オンライン』関連曲                               |
| 7月3日   | 「フォトカノ」キャラクターソングアルバム THROUGH THE CAMERA                                                                | 内田有子（高垣彩陽） | 「恋のステルス暗撮者(アサシン)」                                                          | テレビアニメ『フォトカノ』関連曲                                             |
| 8月28日  | 神のみキャラCD.10 五位堂結                                                                                                 | 五位堂結（高垣彩陽） | 「Heart Beatにご用心!」 「キズナノユクエ from Yui」                                       | テレビアニメ『神のみぞ知るセカイ 女神篇』関連曲                              |
| 9月4日   | 戦姫絶唱シンフォギアG キャラクターソング6 雪音クリス                                                                       | 雪音クリス（高垣彩陽） | 「Bye-Bye Lullaby」 「教室モノクローム」                                                  | テレビアニメ『戦姫絶唱シンフォギアG』挿入歌                                  |
| 9月11日  | キズナノユクエ | ユピテルの姉妹 | 「キズナノユクエ」                                                                        | テレビアニメ『神のみぞ知るセカイ 女神篇』エンディングテーマ                  |
| 9月11日  | キズナノユクエ | 五位堂結 | 「キズナノユクエ feat. 五位堂 結」                                                        | テレビアニメ『神のみぞ知るセカイ 女神篇』エンディングテーマ                  |
| 10月2日  | 戦姫絶唱シンフォギアG BD&DVD 1 限定版特典CD                                                                                | 立花響（悠木碧）、風鳴翼（水樹奈々）、雪音クリス（高垣彩陽） | 「戦姫絶唱 ver.Tri-Burst（絶唱）」                                                        | テレビアニメ『戦姫絶唱シンフォギアG』挿入歌                                  |
| 11月6日  | 戦姫絶唱シンフォギアG BD&DVD 2 限定版特典CD                                                                                | 雪音クリス（高垣彩陽） | 「銃爪にかけた指で夢をなぞる（聖詠）」                                                    | テレビアニメ『戦姫絶唱シンフォギアG』挿入歌                                  |
| 11月6日  | ファッション☆宇宙戦士 | COLORS [空野葵（北原沙弥香）&水川みのり（高垣彩陽）] | 「ファッション☆宇宙戦士」                                                                 | テレビアニメ『イナズマイレブンGO ギャラクシー』エンディングテーマ            |
| 11月22日 | 八犬伝―東方八犬異聞― イメージソングCD Vol.9 （BD第9巻限定版特典CD）                                                        | 浪川大輔、高垣彩陽 | 「始まるかもしれない」                                                                    | テレビアニメ『八犬伝―東方八犬異聞―』イメージソング                           |
| 11月27日 | 夜桜四重奏 キャラクターソングベスト&オリジナルサウンドトラック 桜新町の鳴らし方。                                          | 館林水奈（高垣彩陽） | 「足並み揃って selfish open heart!」                                                      | テレビアニメ『夜桜四重奏 〜ハナノウタ〜』関連曲                              |
| 12月11日 | 2B PENCILS ALBUM 「2B PENCILS」                                                                                            | 五位堂結（高垣彩陽） | 「DIVE into the SKY」                                                                     | テレビアニメ『神のみぞ知るセカイ 女神篇』関連曲                              |
| 2014年   | | |                                                                                           |                                                                              |
| 2月12日  | 「神のみぞ知るセカイ」キャラクター・カバーALBUM 2 〜選曲：若木民喜                                                         | 高原歩美&五位堂 結 starring 竹達彩奈&高垣彩陽 | 「ゆずれない願い」                                                                        | テレビアニメ『神のみぞ知るセカイ 女神篇』関連曲                              |
| 3月5日   | 戦姫絶唱シンフォギアG BD&DVD第6巻限定版特典CD                                                                              | 立花響（悠木碧）、風鳴翼（水樹奈々）、雪音クリス（高垣彩陽）、マリア・カデンツァヴナ・イヴ（日笠陽子）、月読調（南條愛乃）、暁切歌（茅野愛衣）                                                   | 「始まりの歌」                                                                            | テレビアニメ『戦姫絶唱シンフォギアG』挿入歌                                  |
| 3月5日   | 戦姫絶唱シンフォギアG BD&DVD第6巻限定版特典CD                                                                              | 立花響（悠木碧）、風鳴翼（水樹奈々）、雪音クリス（高垣彩陽）、マリア・カデンツァヴナ・イヴ（日笠陽子）、月読調（南條愛乃）、暁切歌（茅野愛衣）、天羽 奏（高山みなみ）                            | 「虹色のフリューゲル」                                                                    | テレビアニメ『戦姫絶唱シンフォギアG』挿入歌                                  |
| 8月27日  | ソードアート・オンライン ソングコレクション                                                                                | シリカ（日高里菜）、リズベット（高垣彩陽） | 「Party-go-round」                                                                        | テレビアニメ『ソードアート・オンライン』関連曲                               |
| 12月17日 | TARI TARI BD-BOX きゃにめ.jp限定版                                                                                         | 白浜坂高校合唱部 | 「いつまでも輝きを」                                                                      | OVA『TARI TARI』エンディングテーマ                                           |
| 2015年   | | |                                                                                           |                                                                              |
| 2月25日  | ガールフレンド（仮） BD&DVD第2巻限定版特典CD                                                                               | 春宮つぐみ（高垣彩陽） | 「全力ヒロイン！」                                                                        | テレビアニメ『ガールフレンド（仮）』関連曲                                   |
| 3月25日  | ソードアート・オンラインII BD&DVD第6巻限定版特典CD                                                                         | リーファ（竹達彩奈）、ユイ（伊藤かな恵）、シリカ（日高里菜）、リズベット（高垣彩陽） | 「Memorial Calibur」                                                                      | テレビアニメ『ソードアート・オンラインII』関連曲                             |
| 8月19日  | 戦姫絶唱シンフォギアGX キャラクターソング4 雪音クリス                                                                      | 雪音クリス（高垣彩陽） | 「TRUST HEART」 「放課後キーホルダー」                                                    | テレビアニメ『戦姫絶唱シンフォギアGX』劇中歌                                 |
| 9月30日  | 戦姫絶唱シンフォギアGX BD・DVD第1巻特典CD                                                                                  | 立花響（悠木碧）、風鳴翼（水樹奈々）、雪音クリス（高垣彩陽） | 「RADIANT FORCE」                                                                         | テレビアニメ『戦姫絶唱シンフォギアGX』劇中歌                                 |
| 10月28日 | 戦姫絶唱シンフォギアGX BD・DVD第2巻特典CD                                                                                  | 立花響（悠木碧）、風鳴翼（水樹奈々）、雪音クリス（高垣彩陽）、マリア・カデンツァヴナ・イヴ（日笠陽子）、月読調（南條愛乃）、暁切歌（茅野愛衣）                                                   | 「戦場の姫巫女、絶えず命を唱いあげる（絶唱）」                                            | テレビアニメ『戦姫絶唱シンフォギアGX』劇中歌                                 |
| 11月25日 | 戦姫絶唱シンフォギアGX BD・DVD第3巻特典CD                                                                                  | 風鳴翼（水樹奈々）、雪音クリス（高垣彩陽） | 「BAYONET CHARGE」                                                                        | テレビアニメ『戦姫絶唱シンフォギアGX』劇中歌                                 |
| 11月25日 | 戦姫絶唱シンフォギアGX BD・DVD第3巻特典CD                                                                                  | 立花響（悠木碧）、風鳴翼（水樹奈々）、雪音クリス（高垣彩陽） | 「RADIANT FORCE（IGNITED arrangement）」                                                  | テレビアニメ『戦姫絶唱シンフォギアGX』劇中歌                                 |
| 2016年   | | |                                                                                           |                                                                              |
| 1月27日  | 戦姫絶唱シンフォギアGX BD・DVD第5巻特典CD                                                                                  | 雪音クリス（高垣彩陽） | 「TRUST HEART（IGNITED arrangement）」                                                    | テレビアニメ『戦姫絶唱シンフォギアGX』劇中歌                                 |
| 5月21日  | ガールフレンド(♪)春宮つぐみ 「もっともっとJUMP!」                                                                          | 春宮つぐみ（高垣彩陽） | 「もっともっとJUMP!」                                                                     | 『ガールフレンド(仮)』関連曲                                                 |
| 2017年   | | |                                                                                           |                                                                              |
| 2月15日  | ガールフレンド（仮） キャラクターソングシリーズ Vol.02                                                                     | 春宮つぐみ（高垣彩陽） | 「もっともっとJUMP!」                                                                     | 『ガールフレンド(仮)』関連曲                                                 |
| 2月15日  | ガールフレンド（仮） キャラクターソングシリーズ Vol.02                                                                     | 夢色ダイアリー | 「夢色ダイアリー」                                                                        | 『ガールフレンド(仮)』関連曲                                                 |
| 7月26日  | 戦姫絶唱シンフォギアAXZ キャラクターソング4 雪音クリス                                                                     | 雪音クリス（高垣彩陽） | 「GUN BULLET XXX」                                                                        | テレビアニメ『戦姫絶唱シンフォギアAXZ』劇中歌                                |
| 7月26日  | 戦姫絶唱シンフォギアAXZ キャラクターソング4 雪音クリス                                                                     | 雪音クリス（高垣彩陽） | 「とどけHappy♡うたずきん！」                                                              | テレビアニメ『戦姫絶唱シンフォギアAXZ』関連曲                                |
| 9月27日  | 劇場版ソードアート・オンライン オーディナル・スケールBlu-ray&DVD完全生産限定版特典CD                                       | 篠崎里香（高垣彩陽）、朝田詩乃（沢城みゆき） | 「Break Beat Bark! –special ver.-」                                                       | 劇場アニメ『劇場版 ソードアート・オンライン -オーディナル・スケール-』関連曲 |
| 9月27日  | 戦姫絶唱シンフォギアAXZ BD・DVD第1巻特典CD                                                                                 | 立花響（悠木碧）、風鳴翼（水樹奈々）、雪音クリス（高垣彩陽） | 「激唱インフィニティ」                                                                    | テレビアニメ『戦姫絶唱シンフォギアAXZ』挿入歌                                |
| 10月25日 | 戦姫絶唱シンフォギアAXZ BD・DVD第2巻特典CD                                                                                 | 立花響（悠木碧）、風鳴翼（水樹奈々）、雪音クリス（高垣彩陽） | 「激唱インフィニティ（IGNITED arrangement）」                                             | テレビアニメ『戦姫絶唱シンフォギアAXZ』挿入歌                                |
| 12月27日 | 戦姫絶唱シンフォギアAXZ BD・DVD第4巻特典CD                                                                                 | 雪音クリス（高垣彩陽）、マリア・カデンツァヴナ・イヴ（日笠陽子） | 「Change the Future」                                                                     | テレビアニメ『戦姫絶唱シンフォギアAXZ』挿入歌                                |
| 2018年   | | |                                                                                           |                                                                              |
| 2月28日  | 戦姫絶唱シンフォギアAXZ BD・DVD第6巻特典CD                                                                                 | 立花響（悠木碧）、風鳴翼（水樹奈々）、雪音クリス（高垣彩陽）、マリア・カデンツァヴナ・イヴ（日笠陽子）、月読調（南條愛乃）、暁切歌（茅野愛衣）                                                   | 「アクシアの風」                                                                          | テレビアニメ『戦姫絶唱シンフォギアAXZ』挿入歌                                |
| 4月25日  | つうかあ BD・DVD第3巻特典CD                                                                                                | Void Chords feat. 片倉まお（志田有彩）、井関ひとみ（高垣彩陽） | 「Feel your breath」                                                                      | テレビアニメ『つうかあ』関連曲                                               |
| 8月29日  | 戦姫絶唱シンフォギアXD UNLIMITED キャラクターソングアルバム1                                                               | 雪音クリス（高垣彩陽） | 「SAKURA BLIZZARD」                                                                       | ゲーム『戦姫絶唱シンフォギアXD UNLIMITED』関連曲                             |
| 2019年   | | |                                                                                           |                                                                              |
| 7月31日  | 戦姫絶唱シンフォギアXV キャラクターソング4 雪音クリス                                                                      | 雪音クリス（高垣彩陽） | 「Take this!"All loaded"」                                                                | テレビアニメ『戦姫絶唱シンフォギアXV』挿入歌                                 |
| 7月31日  | 戦姫絶唱シンフォギアXV キャラクターソング4 雪音クリス                                                                      | 雪音クリス（高垣彩陽） | 「あしたのあたし」                                                                        | テレビアニメ『戦姫絶唱シンフォギアXV』関連曲                                 |
| 10月2日  | 戦姫絶唱シンフォギアXV BD・DVD第1巻特典CD                                                                                  | 立花響（悠木碧）、風鳴翼（水樹奈々）、雪音クリス（高垣彩陽）、マリア・カデンツァヴナ・イヴ（日笠陽子）、月読調（南條愛乃）、暁切歌（茅野愛衣）                                                   | 「六花繚乱」                                                                              | テレビアニメ『戦姫絶唱シンフォギアXV』挿入歌                                 |
| 12月4日  | 戦姫絶唱シンフォギアXD UNLIMITED キャラクターソングアルバム2                                                               | 雪音クリス（高垣彩陽） | 「SONG FOR THE WORLD」                                                                    | ゲーム『戦姫絶唱シンフォギアXD UNLIMITED』関連曲                             |
| 2020年   | | |                                                                                           |                                                                              |
| 2月5日   | 戦姫絶唱シンフォギアXV BD・DVD第5巻特典CD                                                                                  | 立花響（悠木碧）、風鳴翼（水樹奈々）、雪音クリス（高垣彩陽）、マリア・カデンツァヴナ・イヴ（日笠陽子）、月読調（南條愛乃）、暁切歌（茅野愛衣）、キャロル・マールス・ディーンハイム（水瀬いのり） | 「PERFECT SYMPHONY」                                                                      | テレビアニメ『戦姫絶唱シンフォギアXV』挿入歌                                 |
| 2月5日   | 戦姫絶唱シンフォギアXV BD・DVD第5巻特典CD                                                                                  | 立花響（悠木碧）、風鳴翼（水樹奈々）、雪音クリス（高垣彩陽）、マリア・カデンツァヴナ・イヴ（日笠陽子）、月読調（南條愛乃）、暁切歌（茅野愛衣）、小日向未来（井口裕香）                           | 「Xtreme Vibes」                                                                          | テレビアニメ『戦姫絶唱シンフォギアXV』挿入歌                                 |
| 3月4日   | 戦姫絶唱シンフォギアXV BD・DVD第6巻特典CD                                                                                  | 立花響（悠木碧）、風鳴翼（水樹奈々）、雪音クリス（高垣彩陽）、マリア・カデンツァヴナ・イヴ（日笠陽子）、月読調（南條愛乃）、暁切歌（茅野愛衣）、小日向未来（井口裕香）                           | 「未来へのフリューゲル」                                                                  | テレビアニメ『戦姫絶唱シンフォギアXV』挿入歌                                 |
| 3月25日  | TARI TARI 白浜坂高校合唱（時々バドミントン）部ベストアルバム                                                               | 白浜坂高校合唱部 | 「思い出の向こうへ」                                                                      | 小説『TARI TARI 〜芽吹いたり 照らしたり やっぱり時々歌ったり〜』挿入歌       |
| 5月10日  | Shock out, Dance!! | LizNoir | 「Shock out, Dance!!」                                                                    | 『IDOLY PRIDE』関連曲                                                        |
| 2021年   | | |                                                                                           |                                                                              |
| 2月17日  | The Last Chance | LizNoir | 「The Last Chance」                                                                       | 『IDOLY PRIDE』関連曲                                                        |
| 10月27日 | IDOLY PRIDE Collection Album [奇跡]                                                                                        | LizNoir | 「The Last Chance」                                                                       | 『IDOLY PRIDE』関連曲                                                        |
| 12月22日 | IDOLY PRIDE Collection Album [約束]                                                                                        | LizNoir | 「GIRI-GIRI borderless world」                                                            | 『IDOLY PRIDE』関連曲                                                        |
| 12月22日 | IDOLY PRIDE Collection Album [約束]                                                                                        | LizNoir | 「GIRI-GIRI borderless world」 「セカイは夢を燃やしたがる」                               | 『IDOLY PRIDE』関連曲                                                        |
| 2022年   | | |                                                                                           |                                                                              |
| 6月22日  | TVアニメ『ヒーラー・ガール』劇中歌アルバム「Singin' in a Tender Tone」                                                     | 烏丸理彩（高垣彩陽）、藤井かな（礒部花凜）、矢薙ソニア（吉武千颯） | 「ちいさな声、おおきな世界」                                                              | テレビアニメ『ヒーラー・ガール』挿入歌                                       |
| 6月22日  | TVアニメ『ヒーラー・ガール』劇中歌アルバム「Singin' in a Tender Tone」                                                     | 烏丸理彩（高垣彩陽）、藤井かな（礒部花凜）、五城玲美（堀内まり菜）、森嶋響（熊田茜音） | 「SONG FOR LIFE」                                                                         | テレビアニメ『ヒーラー・ガール』挿入歌                                       |
| 6月22日  | TVアニメ『ヒーラー・ガール』劇中歌アルバム「Singin' in a Tender Tone」                                                     | 烏丸理彩（高垣彩陽）、藤井かな（礒部花凜）、五城玲美（堀内まり菜）、森嶋響（熊田茜音）、矢薙ソニア（吉武千颯）                                                                                   | 「You can choose everything」 「Feel You, Heal You」                                      | テレビアニメ『ヒーラー・ガール』挿入歌                                       |
| 6月29日  | それを人は“青春”と呼んだ                                                                                                   | LizNoir | 「Darkness sympathizer」                                                                  | 『IDOLY PRIDE』関連曲                                                        |
| 11月9日  | メイド大回転/冥途の子守唄                                                                                                  | とんとことんスタッフ一同 | 「メイド大回転」                                                                          | テレビアニメ『アキバ冥途戦争』オープニングテーマ                             |
| 2023年   | | |                                                                                           |                                                                              |
| 2月1日   | IDOLY PRIDE Collection Album [未来]                                                                                        | LizNoir | 「最高優美ロンリネス」 「Blue sky summer」                                                | 『IDOLY PRIDE』関連曲                                                        |
| 10月14日 | - | フロストノヴァ（高垣彩陽） | Lullabye                                                                                  | テレビアニメ『アークナイツ【冬隠帰路/PERISH IN FROST】』挿入歌               |
| 11月25日 | Fleeting Wish | フロストノヴァ（高垣彩陽） | Fleeting Wish                                                                             | テレビアニメ『アークナイツ【冬隠帰路/PERISH IN FROST】』エンディングテーマ   |
| 2024年   | | |                                                                                           |                                                                              |
| 3月20日  | IDOLY PRIDE Collection Album [chronicle]                                                                                   | 井川葵（高垣彩陽） | 「スフォルツァート」                                                                      | 『IDOLY PRIDE』関連曲                                                        |
| 3月20日  | IDOLY PRIDE Collection Album [chronicle]                                                                                   | LizNoir | 「星のように夜を照らせ（LizNoir ver.）」                                                  | 『IDOLY PRIDE』関連曲                                                        |
| 3月20日  | 星のように夜を照らせ | LizNoir、初音ミク | 「星のように夜を照らせ」                                                                  | 『IDOLY PRIDE』関連曲                                                        |
| 2025年   | | |                                                                                           |                                                                              |
| 3月19日  | IDOLY PRIDE Collection Album [Resonance]                                                                                   | LizNoir | 「情熱だけで生きてみろ」 「Shiny Mystery Tour」                                           | 『IDOLY PRIDE』関連曲                                                        |
| 7月9日   | ありがとう to You | 星見オールスターズ | 「ありがとう to You」                                                                     | 『IDOLY PRIDE』関連曲                                                        |

### ゲスト参加映像作品
- シンフォギアライブ2013（2014年7月30日）
- シンフォギアライブ2016（2016年8月24日）
- Animelo Summer Live 2016 刻-TOKI- 8.27（2017年3月29日）

## ライブ

### 合同ライブ
| 出演日               | タイトル                                                      | 会場                                   |
| -------------------- | ------------------------------------------------------------- | -------------------------------------- |
| 2010年12月19日       | リスアニ! LIVE 2010 Night Stage                               | 東京国際フォーラム ホールA（東京都）   |
| 2011年5月3日         | first eden〜3つのファンタジー〜Ceui×eufonius×高垣彩陽         | 赤坂BLITZ（東京都）                    |
| 2012年2月19日        | ミュ〜コミ+プラス presents アニメ紅白歌合戦                   | 東京国際フォーラム ホールA（東京都）   |
| 2012年10月6日        | シンフォギアライブ2012                                        | Zepp DiverCity（東京都）               |
| 2013年12月14日       | シンフォギアライブ2013                                        | 幕張メッセ イベントホール（千葉県）    |
| 2015年9月19日        | NANA MIZUKI LIVE ADVENTURE 2015                               | 西武プリンスドーム（埼玉県）           |
| 2016年2月27日・28日  | シンフォギアライブ2016                                        | 日本武道館（東京都）                   |
| 2016年3月5日・6日    | LAWSON presents Sphere Fes. 2016 Pink Stage                   | 国立代々木競技場 第一体育館（東京都）  |
| 2016年5月7日         | アニ×ワラVol,5                                                | 新宿文化センター 大ホール（東京都）    |
| 2016年8月27日        | Animelo Summer Live 2016 刻-TOKI-                             | さいたまスーパーアリーナ（埼玉県）     |
| 2017年5月27日 - 28日 | MUSIC THEATER 2017                                            | さいたまスーパーアリーナ（埼玉県）     |
| 2018年3月3日・4日    | シンフォギアライブ2018                                        | 武蔵野の森総合スポーツプラザ（東京都） |
| 2024年4月28日        | LAWSON presents 高垣彩陽＆豊崎愛生 2マンライブ2024 “twinklux” | 立川ステージガーデン（東京都）         |

## 書籍
- フォトブック「Sunlight Note」（2011年12月15日発売、学研パブリッシング、ISBN 978-4-05-405180-5）
- 高垣彩陽フォトブック あやひとり旅[注 14]（2015年12月24日発売）

### 雑誌連載
- あやひとり旅 〜ちょこっと社会県学〜（『声優アニメディア』2011年7月号 - 2015年9月号）
- CHARACTER VOICE CALENDAR（『Newtype』2010年4月号 - ）